# Mikroregion Criciúma

Mikroregion Criciúma

Mikroregion Criciúma – mikroregion w brazylijskim stanie Santa Catarina należący do mezoregionu Sul Catarinense. Ma powierzchnię 3.756,4 km²

## Gminy
- Cocal do Sul
- Criciúma
- Forquilhinha
- Içara
- Lauro Müller
- Morro da Fumaça
- Nova Veneza
- Siderópolis
- Treviso
- Urussanga